# Recherla Reddys
La dinastia dels Recherles Reddys foren una dinastia feudatària que va servir als Kakatiyes com a caps de l'exèrcit, governants i ministres.
Una branca d'aquesta dinastia va governar Amanagallu, Pillalamarri, Miryalaguda, Nagulapadu, Somavaram, Chilukur, Talvai, Sirikonda i les regions Burugugadda del modern districte de Nalgonda.
Una altra branca va dominar Mulugu, Elakurty, Narsampet, Machapur (al districte de Waranga) i Huzoorabad (districte de Karimnagar).
Van deixar fins a trenta inscripcions en aquestes regions destacant la de Rudra Senani a Palampeta, la de Erukasani a Pillalamarri i la de Nami Reddy també a Pillalamarri. Foren els constructor de quinze temples en aquestes regions. Van tenir forts a Amanagallu, Pillalamarri i Elakurty i van construir 22 tancs d'aigua per reg amb canals, sent el principal el tanc de Ramappa (Cheruvu).
Foren lleials als Kakatiyes als que van ajudar i protegir contra els enemics; van obtenir diverses victòries i van ser elogiats pels reis Kakatiyes.
El títol de la majoria dels membres de la dinastia fou el de Senapati (Comandant en cap).

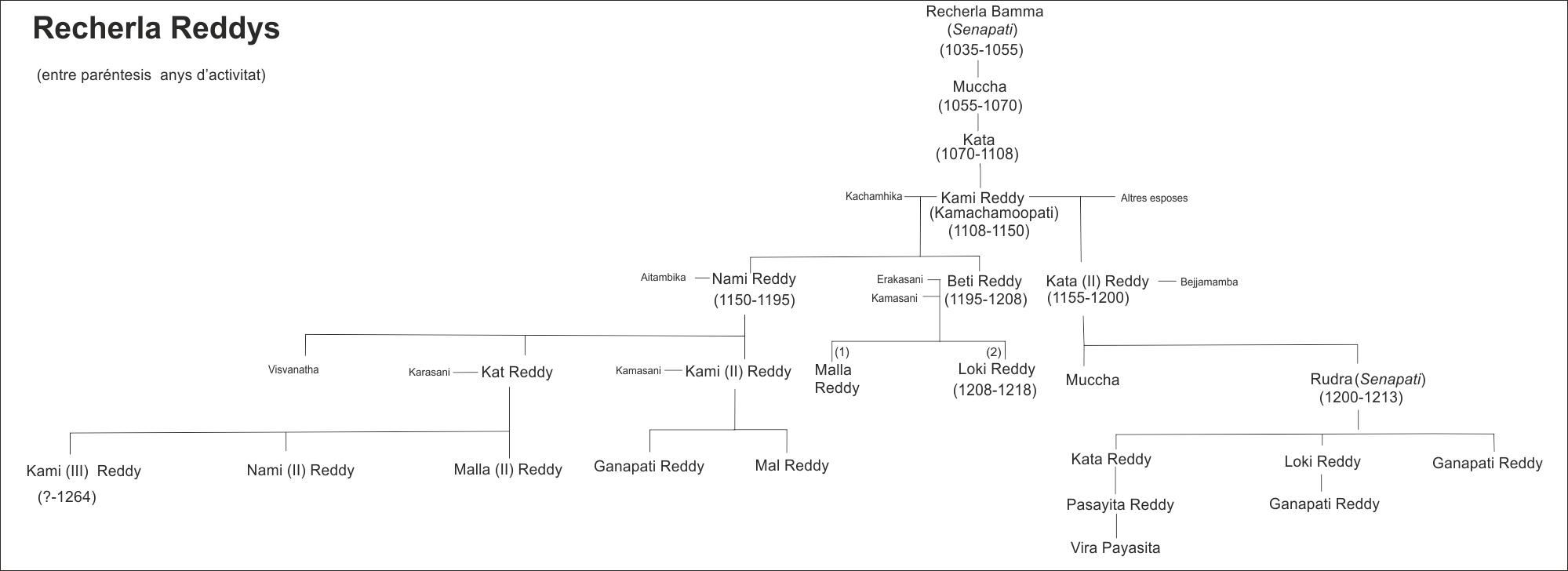
Recherla Reddy genealogy

## Història

### Els primers membres de la família
El fundador de la dinastia fou Recherla Brahma (o Bamma) Senani, que era el cap de l'exèrcit del rei Kakatiya Betaraju I (996-1052). Apareix en tres inscripcions (la de Rudra Senani Reddy a Palampet, la de Erukasani i de Nani Reddy a Pillalamarri, i la de Katachamoopathi a Chityal, on s'esmenta que va participar en les batalles de Dannada del 1042 i de Pudur del 1047 entre Chalukya i Coles, enviat pel rei Kakatiya, vassall dels Chalukya de Kalyani; els caps dels exèrcits kakatiyes foren Viriyali Sura Senani i Recherla Bamma Senani. Després de la batalla de Pudur els Chalukya van envair Kanchi i van entrar a la ciutat, però Recherla Bamma els va derrotar i expulsar i fou nomenat comandant en cap de l'exèrcit Kakatiya (càrrec que va mantenir la resta de la seva vida i després va passar a la seva nissaga; havia entrat al servei de la dinastia el 1035). Com a trofeu de guerra es va endur les portes de Kanchi. Va morir el 1055.
El seu fill Muccha va exercir com a general de Prolaraja I durant el regnat d'aquest (1052-1076). És descrit com un personatge de gran personalitat i els seus enemics el temien, sent considerat el lleo de la dinastia. Prolaraja I era rei subordinat de Trailokyamalla Someshvara I (1042-1068). Muccha va emetre una inscripció el 1053 a Sanigaram. Va participar en les batalles de Chakramkuta, Konkana, Gunasagara i Vemulawada al servei de Prolaraja I. Va expulsar a Bhadraga, governant de Sabbinadu i va establir l'autoritat de Prolaraja allí. Molts homes de la dinastia Viriyala ban servir sota Muccha Senani el qual va treballar per expandir el regne Kakatiya amb aquest ajut.
El seu fill Kata I (o Kataya) va exercir durant el regnat de Betaraja II (1076-1108). Fou elogiat com a vencedor de batalles, servidor del Sankara (senyor) i protector dels indefens en inscripcions Recherla. El 1076 el Chalukya Vikramaditya va deposar el seu germà gran Trailokyamalla Someshvara II (1068-1076) com a rei i va pujar al tron Chalukya com a Vikramaditya II (VI). En aquestes lluites pel poder, Betaraja II va ajudar a Vikramaditya i va agafar els títols de Vikrama Chakra i Tribhuvanamalla; a canvi de la seva ajuda Betaraja va rebre parts del regne de Mudigonda i Sabbimandala, ampliant el seu regne; amb aquestes regions i l'ajut de les dinastia Viriyala, Malyala, Recherla i Cheraku el regne Kakatiya va esdevenir molt fort. Betaraja II va nomenar a Recherla Kata Senani com a Senapati de l'exèrcit Kakatiya.
Kama Chamupati, el seu fill, va servir també al rei Prolaraja II (rei vers 1116-1157). La inscripció de Palampet que dona la genealogia de Recherla Rudra registra que el seu avi Kama va derrotar a Manthenya Gunda en una batalla. La inscripció de Erukasani i Nami Reddy a Pillalamarri elogia el seu coratge.
El Chalukya Jagadhekamalla II va pujar al tron de Kalyani (1138–1151) i va demanar ajut del rei Kakatiya Prolaraja II. Prolaraja el va ajudar enviant al seu comandant en cap Kama chamupati. Més tard, quan Govinda Pandanayaka va ocupar el regne dels Coles de Kandur, Prolaraja II, amb l'ajut de Kama Chamupati va derrotar a Danda Nayaka i va retornar Kandur a Udaya chola. Tailapa III, el rei Chalukya de Kalyani ((1151–1164) va atacar llavors el regne de Prolaraja però fou derrotat pel seu exèrcit manat per Kama Chamupathi. Kama va participar per tant en totes les batalles lliurades pel seu rei i va servir fidelment a la dinastia Kakatiya. Es va casar amb Kachamhika i va tenir tres fills: Kata, Beti Reddy i Nami Reddy, i una filla, Vallasani.

### Fundació dels regnes d'Elakurty i Pillalamarri
Kama va tenir tres fills i una filla, Kata II, Beti Reddy, Nami Reddy i Vallasani. Van tenir activitat en el regnat de Rudra I (o Pratapa Rudra I) vers 1160 a 1195. El més destacat fou Kata II o Kata Senani. Quan Rudra I va pujar al tron (a la mort de Prolaraja II) entre 1158 i 1163, aviat va atacar el regne de Kandur i el va ocupar. Kata Senani va participar en les operacions militars. Més tard Rudra I (també apareix com Rudradeva) va combatre contra el regne de Polavasa, el va derrotar igual que a l'exèrcit de Jagaddeva, fill de Medaraja, de la dinastia Venugontakula de Madhava, que acudia en ajut del rei de Polavasa. Més tard Rudra I va conquerir totes les terres dels Chalukya de Kalyani més amunt de Zaheerabad i les va annexionar al seu regne. Durant aquestes batalles Kata Senani va mostrar valentia i coratge, cosa que va complaure a Rudradeva, que li va cedir les regions de Elukurty, Machapur, Narsampet, Huzoorabad i Mulugu i va fer d'ell el seu més alt governant subordinat. Kata Senani va establir el regne subordinat de Recherla amb Elukurty com a capital. Aquesta regió s'estenia fins a Orugallu. També va posar als seus germans Beti Reddy i Nami Reddy al servei del kakatiya Rudradeva com a generals del seu exèrcit. Rudradeva els va cedir (junts) les regions d'Amanagallu, Pillalamarri, Nagulapadu i Miryalaguda. Kata Senani va fer diversos acords amb els seus germans pel govern d'aquests territoris de manera permanent i hereditària. Amb això la dinastia Recherla va passar a estar formada per dos regnes subordinats. Recherla Kata Senani II que va esdevenir rei a Elakurty fou famós com a primer rei del regne Recherla que va començar de manera efectiva en ell. El regne de Kata Senani els seus descendents fou conegut com a regne d'Elakurty i les regions dels seus germans Beti i Nami Reddy i els seus descendents foren el regne de Pillalamarri (ja que la capital fou Pillalamarri al districte de Nalgonda). Cinc generacions familiars van regir els regnes.
A Kata II el va succeir Recherla Rudra (esmentat a finals del segle xi i la primera meitat del xii), un gran general dels exèrcits Kakatiyes que va portar el títol de Senapati, servint a tres reis: Rudra I (fins 1195) Maha Deva (1195-1199) i Ganapati (1199–1260 o 1262). Abans del 1995, al final del regnat, Rudra I va enviar al general Recherla Rudra per sotmetre al cap Bottu de Koravi. També cap al final del regnat Rudra es va enfrontar a la dinastia Seuna o Yadava (Iadava) de Devagiri i se sap que fou derrotat i mort en una batalla contra el rei Seuna Jaitrapala I en la que el seu nebot Ganapati va caure presoner. Rudra va deixar un regne poderós amb relacions matrimonials amb els principals caps feudataris dels Chalukya de Vengi, com els Coles i els Natavadis. El va succeir el seu germà petit Mahadeva que només va governar tres anys i mig durant els quals va enviar una expedició al regne Iadava per venjar a Rudra i alliberar al seu fill Ganapati, però va perdre la vida en la batalla i el senapati Recherla Rudra va agafar la regència en nom del presoner Ganapati. És possible que Recherla tingués part en la derrota doncs van esclatar desordres i molts nobles es van revoltar. Diversos estats veïns van intentar conquerir el regne, especialment el rei Nagati dels Chalukya de Mudigonda i el Chalukya-Cola, emperador Kulottunga III, que van envair el país; però Recherla Rudra va salvar el regne de la caiguda; els seus títols de Kakatjyarajyabharadhaureya i Kakatirajyasamartha indiquen que portava l'administració en nom del rei presoner, que finalment fou alliberat al cap de no gaire temps (vers 1202), per la generositat del rei Jaitrapala I que temia un atac des de Warangal en cas d'un conflicte amb els Hoysales al sud. No consta la participació del general Recherla Rudra en els èxits posteriors del rei però és possible que fos important.